# هارون لازار
هارون لازار (بالإنجليزية: Aaron Lazar)‏ هو ممثل أمريكي، ولد في 21 يونيو 1976 في تل الكرز في الولايات المتحدة.

## أعمال

### أفلام
- (2018) الحرب اللانهائية[4][4]
- (2019) نهاية اللعبة[5][6]

## وصلات خارجية
- هارون لازار على موقع IMDb (الإنجليزية)
- هارون لازار على موقع ميوزك برينز (الإنجليزية)
- هارون لازار على موقع قاعدة بيانات برودواي على الإنترنت (الإنجليزية)
- هارون لازار على موقع قاعدة بيانات الفيلم (الإنجليزية)